# Mayken Tooris
Mayken Tooris (? - Nieuwpoort, 1652) was een slachtoffer van de heksenvervolging in Europa. Zij bekende dat ze negentien jaar met de duivel had samengeleefd. Hij was haar eerst verschenen als een jonge schipper. Hoewel hij stonk als een bok had zij dikwijls met hem gevrijd.
Commentaar van het schepencollege van Nieuwpoort: 'Haar menselijke natuur had zich hiervoor moeten schamen, vooral wegens het abominabele karakter van de betrekkingen die uit eerbied voor de vrouwelijke eerbaarheid niet kenbaar worden gemaakt.'
Mayken Tooris werd in 1652 in Nieuwpoort ter dood gebracht.